# Kassina maculifer
Kassina maculifer là một loài ếch thuộc họ Hyperoliidae.
Loài này có ở Ethiopia, Kenya, và Somalia.
Môi trường sống tự nhiên của chúng là xavan khô, vùng cây bụi khô khu vực nhiệt đới hoặc cận nhiệt đới, đầm nước ngọt, và đầm nước ngọt có nước theo mùa.
Chúng hiện đang bị đe dọa vì mất môi trường sống.